# Gare de Temma
La gare de Temma (天満駅, Temma-eki) est une gare ferroviaire de la ville d'Osaka au Japon. Elle est située dans l'arrondissement de Kita. La gare est gérée par la JR West.

## Situation ferroviaire
La gare de Temma est située au point kilométrique (PK) 20,1 de la ligne circulaire d'Osaka.

## Histoire
La gare a été inaugurée le 17 octobre 1895.

## Service des voyageurs

### Accès et accueil
La gare dispose d'un bâtiment voyageurs, avec guichet, ouvert tous les jours.

### Desserte
- Ligne circulaire d'Osaka.
  - voie 1 : direction Osaka et Nishikujō
  - voie 2 : direction Kyōbashi et Tsuruhashi

### Intermodalité
La station Ōgimachi du métro d'Osaka (ligne Sakaisuji) est située à proximité de la gare.

## Dans les environs
- Kansai Telecasting Corporation
- Kids Plaza Osaka